# إنكا للإنشاءات والصناعة
إنكا للإنشاءات والصناعة (مختصرة باسم ENKA) هي شركة هندسة وإنشاءات تركية مقرها في إسطنبول.  تقدم إنكا خدمات البناء والهندسة من خلال الشركات التابعة لها في حوالي 30 دولة حول العالم.   اعتبارًا من عام 2017م، كانت إنكا من أكبر شركات الإنشاءات في تركيا. 

## روابط خارجية
- الموقع الرسمي